# Борисоглебская слобода
Борисоглебская слобода — часть города Переславля-Залесского, прежде бывшая монастырской слободой.
Координаты: 56°45′02″ с. ш. 38°51′21″ в. д.

## История
Слобода возникла возле Борисоглебского Надозёрного монастыря в Конюцком стане. Первые документальные известия относятся к 1564 году в жалованной тарханной грамоте Ивана Грозного. В 1634 году права монастыря в этом отношении подтверждены снова.
В 1744 году монастырь был отдан переславским епископам под загородную дачу, а население слободы стало работать на архиерея.
После секуляризации 1764 года слободка перешла вместе с другими монастырскими вотчинами в казну.
В 1936 году здесь существовал колхоз имени Сталина, в котором были «трактор, 18-сильный двигатель, мельница, крупорушка, сложная молотилка, 3 жнейки, свиноферма, молочно-товарная ферма».
До 1959 или 1960 года слобода входила в колхоз имени Сталина, а потом в совхоз «Рассвет».